# Pojízdná dílna

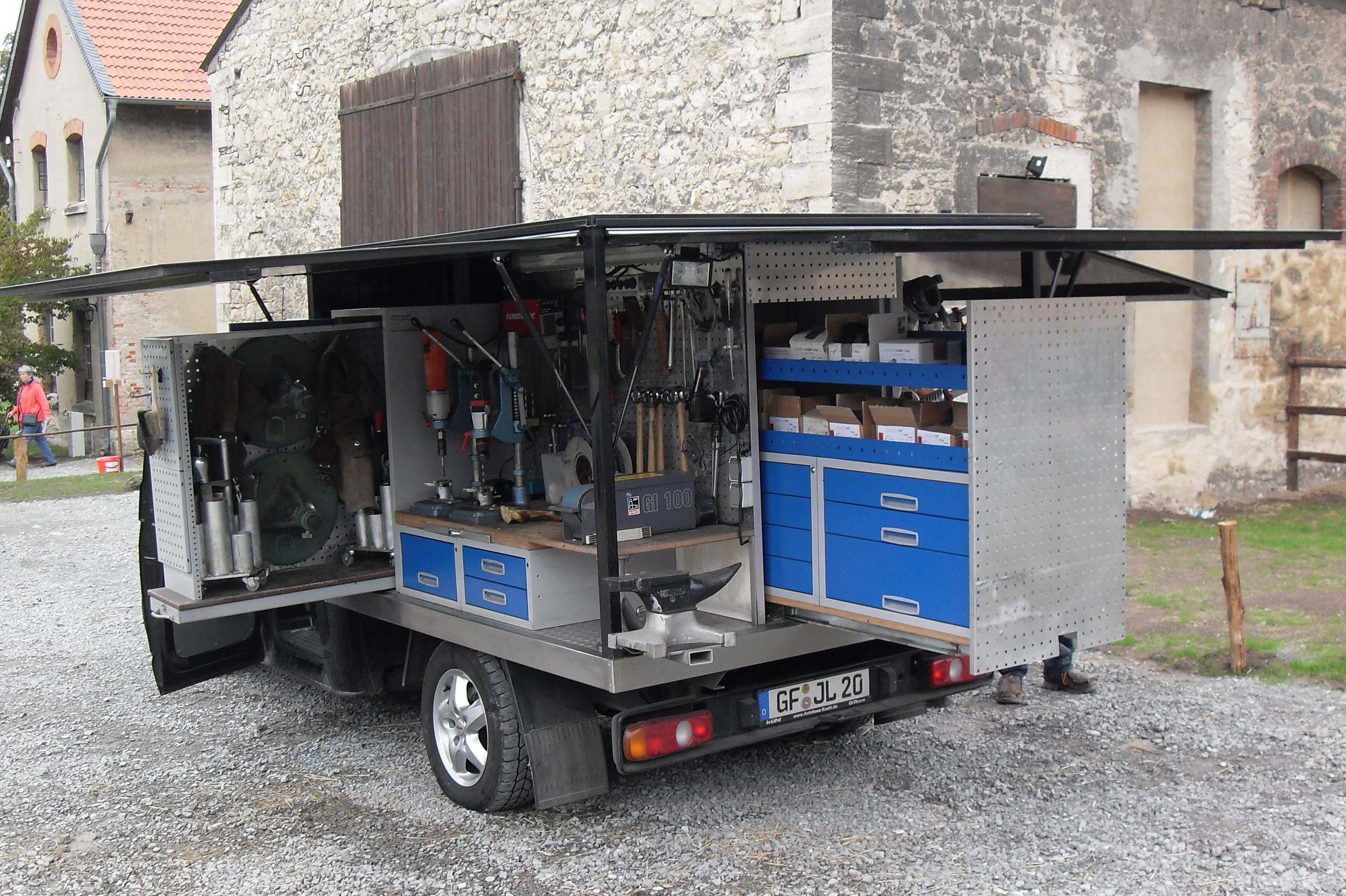
Mobilní kovářská dílna

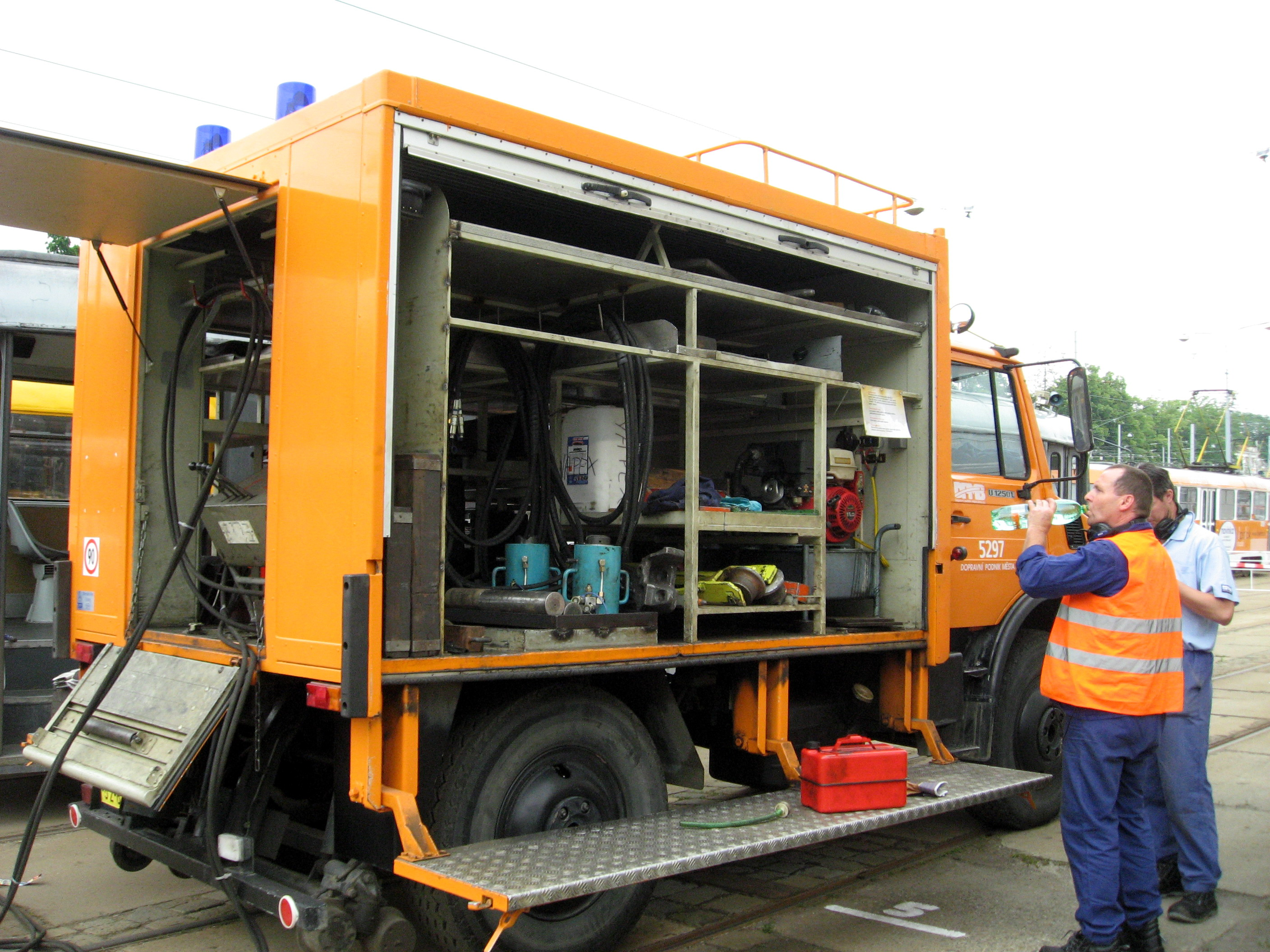
Vozidlo pro údržbu vrchního vedení

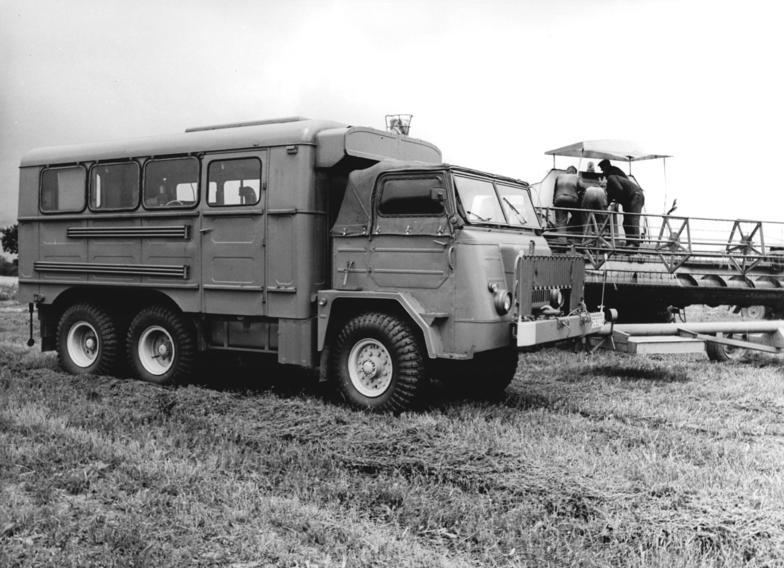
Pojízdná dílna pro opravy zemědělské techniky

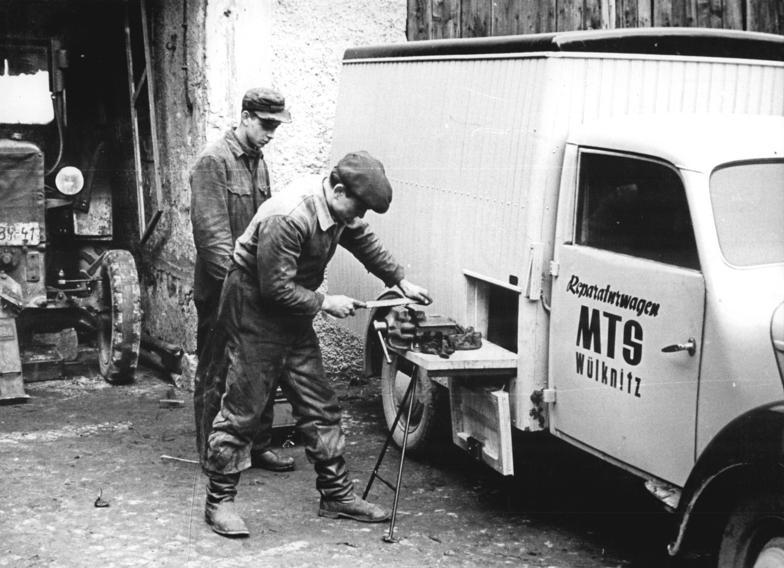
Malá pojízdná díla z období 50. let 20. století

Pojízdná dílna je motorové vozidlo, často skříňový nákladní automobil, vybavené a určené pro montážní, opravárenské a údržbářské práce v terénu, tam, kde vznikne potřeba takové činnosti mimo budovu firmy. Dílna může být umístěna v jediném vozidle, výjimečně ve více vozidlech. Nepříliš časté je používání automobilu s vlekem, protože vlek omezuje průchodnost vozidla v obtížném terénu. Vleky se využívají spíše menší, například se zabudovanou elektrocentrálou, kompresorem nebo výsuvným žebříkem.

## Srovnání práce v dílně a v pojízdné dílně
Běžně je pojem dílna chápán jako budova, část budovy, kde je umístěno potřebné vybavení, zdroje energií, zásoby materiálů. Opravovaný stroj se dopraví do dílny a po dobu práce tam zůstává. Opravovaný stroj může být přesouván z dílny do dílny, ale počítá se s tím, že je stále někde v dílně. Při opravě osobního automobilu může být automobil přesouván z mechanické dílny (oprava motoru) do klempířské (oprava karoserie), do lakovny atd. I když je přitom automobil občas uskladněn na parkovišti na volném prostranství, rozhodující část prací probíhá uvnitř dílny.
Pojízdná dílna dopravuje potřebné vybavení, energetické zdroje i náhradní díly na místo zásahu, do terénu, přímo ke stroji, který si žádá opravu. Pracuje se přímo na opravovaném zařízení, pojízdná dílna slouží zčásti jako zásobárna, zčásti jako pracoviště přenesené na místo zásahu. Celkem běžně mohou být součástí pojízdné dílny jednodušší stroje jako kotoučová bruska nebo stojanová vrtačka. Současně slouží pojízdná dílna i pro dopravu obslužného personálu, řidič pojízdné dílny se po příjezdu na místo zásahu zapojuje do montážních nebo opravárenských prací. Pokud je součástí pojízdné dílny také další technika poháněná spalovacím motorem (kompresor, elektrocentrála, čerpadlo), stará se řidič na místě i o tuto techniku.

## Typické příklady využití pojízdné dílny
- Opravy rozměrné mobilní techniky, kterou nelze s rozumnými náklady přesunout do stabilního opravárenského provozu. Jde o těžké a rozměrné stroje (stavební, zemědělské, lesnické stroje, vojenská bojová technika), případně stroje, které přesun svou koncepcí ani neumožňují (věžové jeřáby).
- Opravy obslužných nebo poháněcích zařízení technické infrastruktury. Vesměs se jedná o pevně zabudovaná zařízení, která pro demontáž k opravě nejsou uzpůsobena, respektive oprava je vždy spojena s nastavením parametrů a odzkoušením funkce na konkrétním místě použití. Příkladem mohou být trafostanice v distribuční síti, měnírny elektrických drah, různé čerpací a kompresorové stanice produktovodů. Totéž se týká dopravních zařízení, jako jsou lanovky, mostové jeřáby.
- Servisní činnost prováděná na místě shromáždění většího počtu předmětů, které je jinak obvyklé dopravit do stabilní dílny. Příkladem mohou být jízdní kola v místě konání masových závodů nebo kovářské práce prováděné přímo na závodišti v době konání dostihů.

## Obdobná specializovaná vozidla
- Montážní vozidlo - někdy jde jen o jiné pojmenování pro pojízdnou dílnu. Často se tento název používá pro menší vozidla (dodávky, pick-upy), používané řemeslníky pro převážení nářadí a materiálu. Taková vozidla mohou být zcela bez úprav, nebo mají vestavěné schránky na drobné díly a nosiče rozměrných kusů materiálu. Příkladem jsou rozměrné střešní nosiče pro přepravu trubek různých instalatérských firem nebo rámy pro převážení tabulí skla u sklenářů. Označení montážní vozidlo se také používá pro jednoúčelová vozidla vybavená i neobvyklými mechanismy, například montážní vozidla vrchního vedení trolejbusů a tramvají, která kombinují montážní plošinu, pojízdnou dílnu a schopnost pojezdu po tramvajových kolejích.
- Zásahové vozidlo - pojízdná dílna vybavená k rychlým opravám hlavně na energetických sítích (elektro, plynovody, vodovody). Typické pro tato vozidla je větší, než obvyklé množství výstražných majáků, nápadné nápisy a světlomety umístěné na nástavbě. Součástí vybavení takového vozidla bývá osvětlovací souprava - sada přenosných světlometů a výkonná elektrocentrála pro jejich napájení.
- Nářaďové automobily hasičských sborů - jsou určeny pro podporu záchranných a vyprošťovacích prací. Slouží pro dopravu vybavení a pomocné techniky (čerpadla, motorové pily, rozbrušovačky, hydraulické nůžky) na místo zásahu. Vozidlem se také dopravuje početná posádka. Veškeré vybavení je dostupné zvnějšku vozidla.